# Поетика
 Тази статия е за научната дисциплина.  За книгата на Аристотел вижте Поетика (Аристотел).  
Поèтика (от стгрц. poietiké, ‚поетическо изкуство‘) е раздел на литературознанието изучаващ същността, специфичните особености, функциите и закономерностите в развитието на художествената литература; строежа на литературното произведение; литературните форми и тяхното историческо развитие (жанра във фолклора и литературата, историческите промени в жанрообразуващите стратегии). Поетиката се занимава тясно със стилистиката, стихознанието и поетическата морфология.
Поетиката не означава поезия. Поезия произлиза от гръцката дума poesus (букв. прев. разкази в стихотворна форма).